# Antopol (Bochotnica-Kolonia)
Antopol – część kolonii Bochotnica-Kolonia w Polsce, położona w województwie lubelskim, w powiecie puławskim, w gminie Nałęczów, przy drodze wojewódzkiej nr 830.
Antopol stanowił niegdyś folwark wchodzący w skład klucza dóbr bochotnickich. Jego nazwa pochodzi od Antoniego Małachowskiego, następcy Stanisława Małachowskiego. Dwór, zbudowany w XIX wieku, został otoczony parkiem. Ostatnimi właścicielami była rodzina Śliwińskich. W okresie międzywojennym ich gościem bywał marszałek Edward Śmigły-Rydz. Po wojnie przez wiele lat funkcjonował tu Zakład Doświadczalny IUNG w Puławach, kontynuujący m.in. tradycje szkółkarskie rodziny Śliwińskich.
W 1903 roku natrafiono tu przypadkowo na ślady cmentarzyska neolitycznego. Badaniami prowadzone przez Henryka Wiercieńskiego wraz z lekarzem z Nałęczowa dr Malewskim i właścicielem Antopola, Śliwińskim, doprowadziły do odkrycia 14 grobów szkieletowych kultury pucharów lejkowatych, pierwszego takiego znaleziska w Polsce.
W Antopolu znajduje się pałac, obecnie jest on zaniedbany. Miejscowość ta była opisywana w twórczości kilku polskich artystów, m.in. Henryka Sienkiewicza. Znajduje się tu także szkółka drzewek owocowych.
W latach 1957–1963 Antopol znajdował się w granicach Nałęczowa. W związku z reformą znoszącą gminy jesienią 1954 roku, Antopol włączono do nowo utworzonej gromady Nałęczów. 1 stycznia 1957 Antopol wyłączono ze znoszonej gromady Nałęczów i włączono go do utworzonego rok wcześniej osiedla Nałęczów, w związku z czym Antopol stał się integralną częścią Nałęczowa. 30 czerwca 1963, w związku z nadaniem Nałęczowowi status miasta, Antopol wyłączono z Nałęczowa i włączono do gromady Sadurki, tym samym przywracając mu samodzielność.
W latach 1975–1998 Antopol należał administracyjnie do ówczesnego województwa lubelskiego.
Kolonia stanowi sołectwo gminy Nałęczów.
Wierni Kościoła rzymskokatolickiego należą do parafii św. Jana Chrzciciela w Nałęczowie.

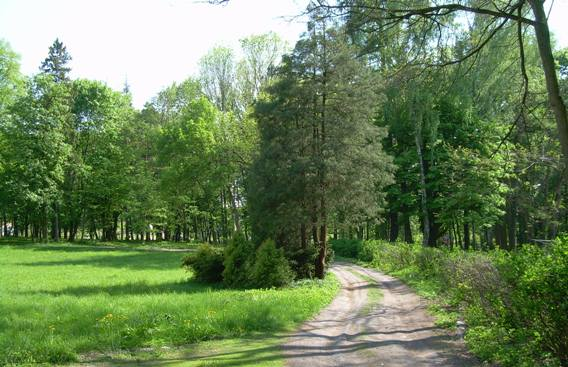
"Park" w Antopolu, za tymi drzewami znajduje się droga wojewódzka nr 830